# Artmoney
Artmoney er et kurateret netværk for selvstændige billedkunstnere, som blev grundlagt i 1997 af kunstneren Lars Kræmmer 
.
Netværket har til formål at fremhæve og støtte billedkunstnere, der arbejder selvstændigt med deres kunst.
Dette gøres ved at tilbyde en platform, hvor kunstværker kan skabes og deles under konceptet "Artmoney". Kunstnere kan ansøge om medlemskab og blive en del af et fællesskab, der skaber og sælger kunst i det særlige artmoney-format. De kan også skabe kunst i andre formater. 

## Historie og udvikling
Artmoney blev grundlagt i 1997 af kunstneren Lars Kræmmer, som havde en vision om at lade kunstværker fungere som en alternativ valuta. Han er uddannet i ”Visual Arts” fra Emily Carr University of Art & Design, 1994.
På studiet formede hans sit første store eksperiment "7 uger i en kasse". I 1998 kom billedkunstneren Flemming Vincent med i projektet, og det blev omdøbt til "Bank of International Artmoney" (BIAM). Formålet var at skabe en form for "pengesedler"
 i formatet 18x12 cm, udført af registrerede Artmoney-kunstnere. Disse værker havde en fast værdi, sat til 200 danske kroner, med justering for inflation efter "The 7 Rules," som også regulerede anvendelsen og ombytningen af artmoney. Kunstværkerne blev brugt som betalingsmiddel hos deltagende kunstnere og i udvalgte virksomheder i forskellige lande.
Projektet voksede og tiltrak kunstnere fra hele verden, med udstillinger både nationalt herunder Nationalmuseet, Bank- og Sparekassemusset og internationalt[kilde mangler].
I 2008 krævede Finanstilsynet, at ordet "Bank" blev fjernet fra navnet på grund af lovgivningsmæssige restriktioner. Som følge heraf blev navnet ændret til "Artmoney."
I 2024 blev konceptet overtaget og videreudviklet af billedkunstneren Catrine Holte.